# Betty Cooper
Pour les articles homonymes, voir Cooper.
Elizabeth Cooper, surnommée Betty, est un personnage de comics de l'éditeur Archie Comics.
Elle est introduite pour la première fois dans le numéro 22 de la revue Pep Comics en décembre 1941 où elle a été créée par Bob Montana et John L. Goldwater. Elle est présentée comme la petite amie d'Archie Andrews. Néanmoins, quand Veronica Lodge, son amie-ennemie, est introduite dans la série quelques numéros plus tard, le couple se sépare pour former un triangle amoureux.
Leur triangle amoureux est d'ailleurs l'un des plus célèbres de la culture populaire, mais Betty reste considéré comme le grand amour d'Archie, les deux amants finissant toujours par se retrouver.

## Présentation du personnage
Betty est la fille sage de la ville. Elle est la fille d'Hal et Alice Cooper et est la cadette de la famille. Son grand-frère, Chic, est un espion. Elle a aussi une grande sœur, Polly. Betty est l'élève parfaite et une fille modèle.
Au départ présentée comme une fille simple, avec le temps, elle montre d'autres facettes de sa personnalité, notamment avec sa passion pour la mécanique. Appréciée de tous, elle est altruiste, ce qui fait craquer son grand amour Archie Andrews Elle a une relation compliquée avec Veronica Lodge. Les deux jeunes filles sont parfois très proches mais le plus souvent, elles se disputent pour des riens.

## Série principale

### Version originale
Betty apparaît en 1942 dans le comic book Pep Comics. Elle est présentée comme la petite amie de Archie Andrews mais cette situation changera après l'arrivée de Veronica Lodge, une jeune fille aussi amoureuse d'Archie. 
Un comics intitulé Archie's Girls : Betty and Veronica sera consacré aux aventures de ces deux amies-ennemies et paraît à partir de 1950. Il est renommé en 1987 et devient Betty and Veronica. Betty est aussi la vedette des comics Betty and me de 1965 à 1992, Betty's Diary de 1986 à 1991 et Betty à partir de 1992 et elle partage la vedette avec Veronica dans Betty and Veronica Spectacular et Betty and Veronica Summer Fun de 1994 à 1999.

### VersionNew Riverdale
En 2015, Archie Comics décide d'effectuer un reboot général de son univers, séparant l'univers dit "classique" d'un nouvel univers moderne intitulé New Riverdale.
Dans cet univers, Betty et Archie se séparent à la suite d'un mystérieux incident. Betty finit par sortir avec un nouveau garçon, tandis que Archie entame une relation avec Veronica, nouvelle élève dans cette version. Néanmoins, au fil des numéros, les deux amants finissent par se retrouver, au gré de leurs mésaventures.
Betty apparaît également dans d'autres publications de cet univers, notamment dans la nouvelle version de Betty & Veronica ou encore dans les publications centré sur ses camarades.

## Apparitions dans d'autres médias

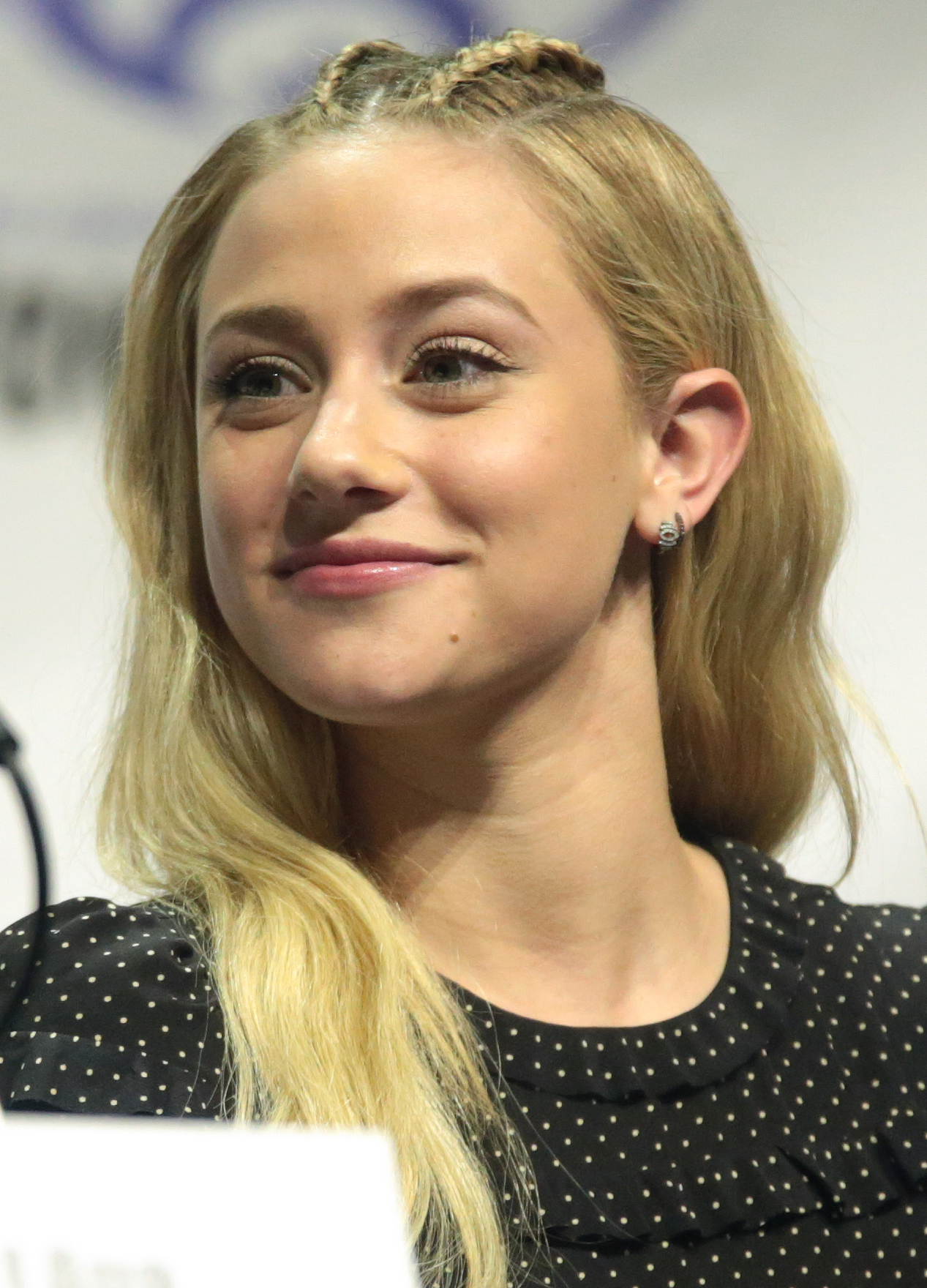
Lili Reinhart incarne Betty dans Riverdale.

### Téléfilms
- 1990 : Archie: To Riverdale and Back Again, réalisé par Dick Lowry et diffusé sur NBC. Betty est interprétée par Lauren Holly.
- 2002 : Archie : Préhistoire de fous (The Archies in Jugman), réalisé par Scott Heming et diffusé sur Nickelodeon. America Young prête sa voix à Betty.

### Séries d'animation
- 1968-1969 : The Archie Show, avec la voix de Jane Webb, diffusée sur CBS.
- 1971 : Archie's TV Funnies, avec la voix de Jane Webb, diffusée sur CBS.
- 1974 : U.S. of Archie, avec la voix de Jane Webb, diffusée sur CBS.
- 1977 : The New Archie and Sabrina Hour, avec la voix de Jane Webb, diffusée sur NBC.
- 1987 : Archie Classe (The New Archies) avec la voix de Lisa Coristine, diffusée sur NBC.
- 1999-2000 : Archie, mystères et compagnie (Archie's Weird Mysteries) avec la voix d'America Young, diffusée sur PAX.

### Séries télévisées
- depuis 2017 : Riverdale, avec Lili Reinhart dans le rôle de Betty, diffusée sur The CW.